# Pandemia de COVID-19 en Pensilvania
El primer caso de la pandemia de enfermedad por coronavirus en  Pensilvania, estado de los Estados Unidos, inició el 6 de marzo de 2020. Hay 57.991 casos confirmados y 3.806 fallecidos.

## Cronología

### Marzo
El 6 de marzo, el gobernador Tom Wolf informó los primeros dos casos confirmados de Pensilvana de COVID-19 en el condado de Delaware y en el condado de Wayne. Ambos casos estaban relacionados con viajes, uno a otro estado dentro de los Estados Unidos y otro a Europa.
El 10 de marzo, se confirmaron 2 casos nuevos, lo que eleva el total a 12.
El 18 de marzo, el departamento de salud informó la primera muerte del estado relacionada con el virus, un paciente en el campus de St. Luke's Fountain Hill en el condado de Northampton. Hasta el 18 de marzo, hay 133 casos en el estado.
El 19 de marzo, el gobernador Wolf ordenó el cierre a nivel estatal de todos los "negocios que no sustentan la vida", con la entrada en vigor de esta orden a las 12:01 a. m. del sábado 21 de marzo. El Departamento de Educación de Pensilvania canceló todas las evaluaciones estatales, incluidas las pruebas de PSSA, los exámenes Keystone y el Sistema Alternativo de Evaluación de Pensilvania (PASA por sus siglas en inglés) para el resto del año escolar 2019-2020.

### Abril
El 3 de abril, el gobernador Wolf le pidió a los residentes de Pensilvania que usaran cubiertas de tela en público. Filadelfia redujo la recolección de reciclaje a cada dos semanas debido a la escasez de personal.
El 9 de abril, el gobernador Wolf ordenó oficialmente el cierre de todas las escuelas de Pensilvania hasta el final del año escolar académico. Dijo que reanudarán todas las clases a través de Google Classroom y otras herramientas de aula en línea. Todavía no había declarado si las graduaciones de la Clase 2020 serán pospuestas o canceladas.
Hasta el 17 de abril, se habían realizado 117,932 pruebas negativas.

## Respuesta gubernamental
Como resultado de la pandemia de coronavirus, el gobernador Tom Wolf ha implementado medidas de distanciamiento social en los condados de Bucks, Chester, Delaware y Montgomery en los suburbios de Filadelfia junto con el condado de Allegheny en el área de Pittsburgh, lo que insta a cerrar negocios no esenciales, como los centros comerciales. , salas de cine y casinos. Los negocios esenciales, como estaciones de servicio, supermercados y farmacias, permanecerán abiertos. Los servicios esenciales como la policía, bomberos y servicios médicos de emergencia estarán disponibles. A partir del 16 de marzo, se ordenará a los bares y restaurantes que cierren sus restaurantes en esos condados. A partir del 17 de marzo, las tiendas Fine Wine & Good Spirits en los cuatro condados suburbanos de Filadelfia cerrarán. Además, se desalienta el viaje no esencial. Se implementó una política de no visitantes para centros correccionales y hogares de ancianos en todo el estado.
El 22 de marzo, el alcalde de Filadelfia, Jim Kenney, emitió una orden de permanencia en el hogar para la ciudad, que entrará en vigencia al día siguiente a las 8:00 a. m. El lunes 23, el Gobernador Wolf emitió órdenes adicionales de estadía en el hogar para siete condados: Allegheny, Bucks, Chester, Delaware, Montgomery, Monroe, y una orden redundante para el Condado de Filadelfia, que entrará en vigencia a las 8:00 p. m. del mismo día.